# Michaeloplia tristis
Michaeloplia tristis är en skalbaggsart som beskrevs av Marc Lacroix 1997. Michaeloplia tristis ingår i släktet Michaeloplia och familjen Melolonthidae. Inga underarter finns listade i Catalogue of Life.